# Běleč (okres Tábor)
Běleč (německy Bieltsch) je obec v okrese Tábor v Jihočeském kraji. Leží asi tři kilometry severovýchodně od Mladé Vožice, osmnáct kilometrů severovýchodně od Tábora a šedesát sedm kilometrů severovýchodně od Českých Budějovic. Žije v ní 195 obyvatel.

## Historie
První písemná zmínka o obci pochází z roku 1375.

## Přírodní poměry
Západní částí katastrálního území Běleč u Mladé Vožice protéká řeka Blanice, jejíž zdejší úsek je chráněn v přírodní památce Vlašimská Blanice. Do řeky se 
Poblíž Bělče se nachází rybníky Bažantnice, Nadoborný a Obora, kterými protéká Bělečský potok (Novodvorský potok).

## Obyvatelstvo
| Rok            | 1869 | 1880 | 1890 | 1900 | 1910 | 1921 | 1930 | 1950 | 1961 | 1970 | 1980 | 1991 | 2001 | 2011 | 2021 |
| -------------- | ---- | ---- | ---- | ---- | ---- | ---- | ---- | ---- | ---- | ---- | ---- | ---- | ---- | ---- | ---- |
| Počet obyvatel | 559  | 569  | 489  | 468  | 450  | 457  | 400  | 287  | 279  | 253  | 230  | 183  | 187  | 168  | 194  |
| Počet domů     | 68   | 68   | 73   | 73   | 68   | 69   | 73   | 70   | 62   | 58   | 59   | 73   | 71   | 73   | 80   |

## Obecní správa
Mezi lety 1850–1975 byla Běleč obcí v okrese Tábor (1850–1930), posléze v okrese Votice (1950) a později v okrese Tábor. Od 1. července 1975 do 31. prosince 1991 patřila jako část města k Mladé Vožici a od 1. ledna 1992 je opět samostatnou obcí.

### Části obce
- Běleč
- Bzová
- Elbančice

V letech 1850–1929 k obci patřily i Vilice.

### Obecní symboly
Znak a vlajka byly obci uděleny rozhodnutím předsedkyně Poslanecké sněmovny Parlamentu České republiky dne 18. května 2012.

## Pamětihodnosti
- Hrad Šelmberk – k němu vede z Mladé Vožice červená turistická značka.
- Šelmberský Mlýn – o kus dále na červené značce.
- Židovský hřbitov u silnice z Elbančic do Vilic
- Kaplička svatého Václava na návsi v Bělči
- Kaplička ve Bzové

## Osobnosti
Narodil se zde Jan Váňa (1848–1915), filolog a satirický básník.

## Galerie

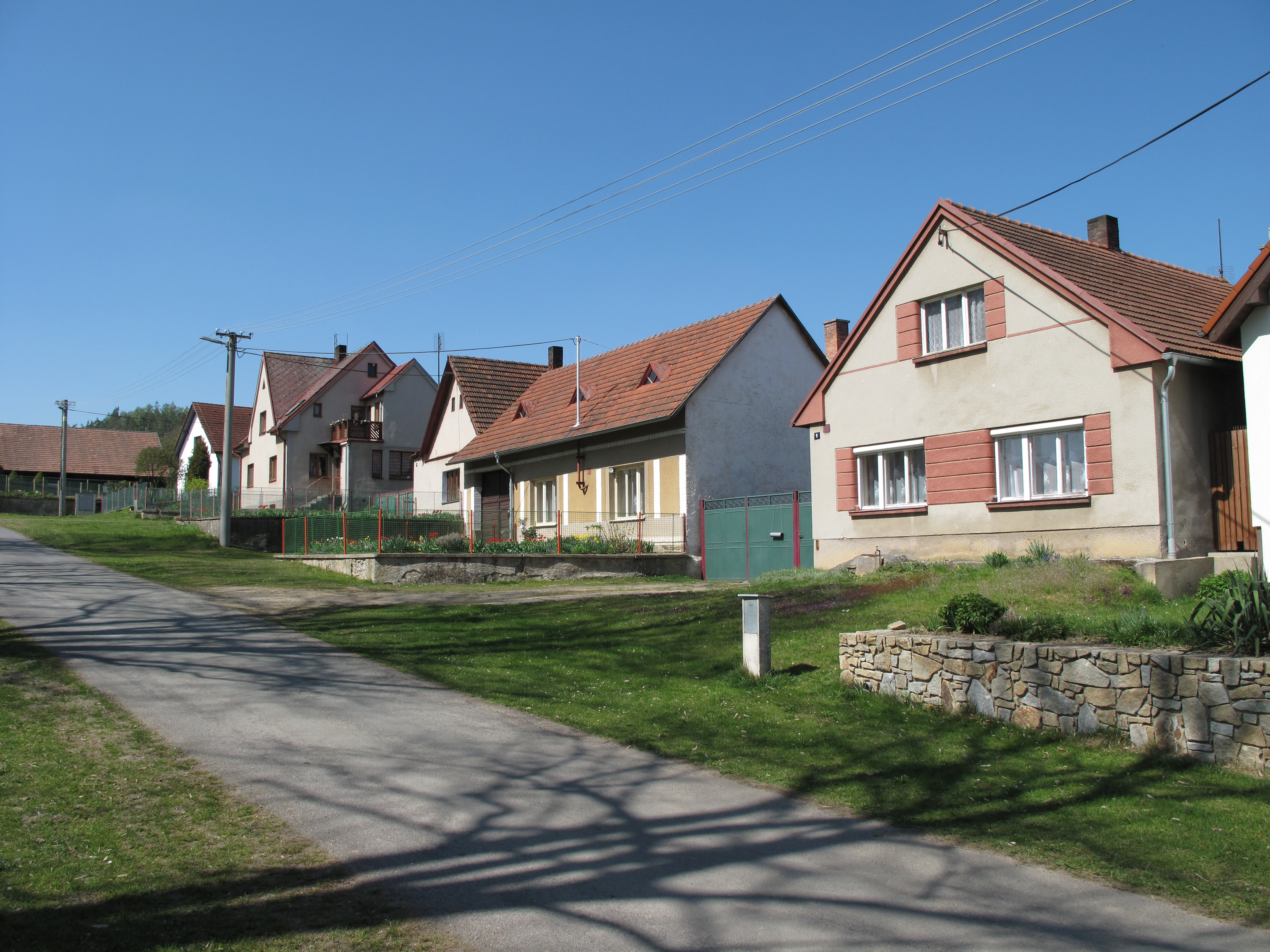
Domy na návsi
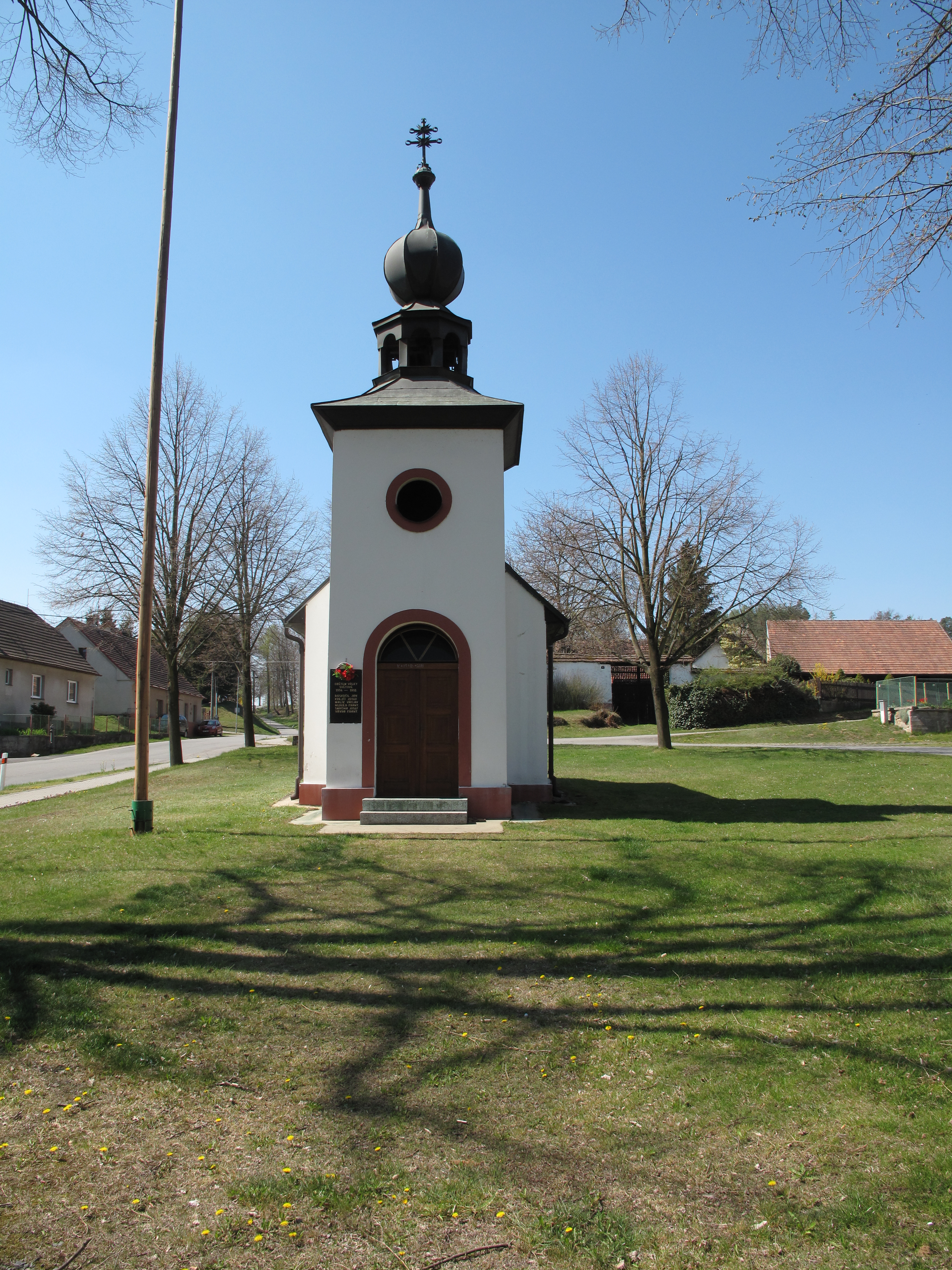
Kaplička
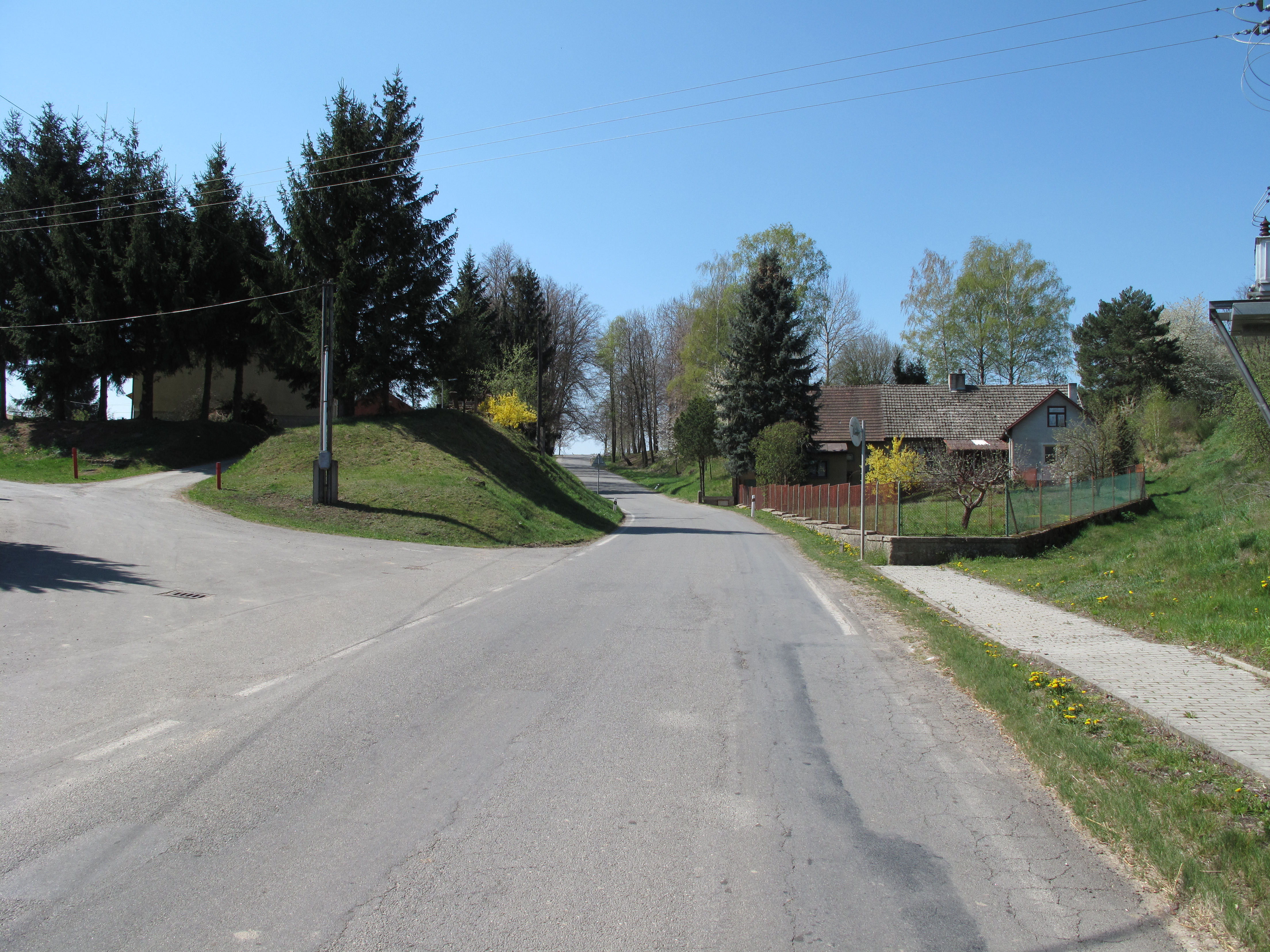
Silnice